# Segona FEB
La Segona FEB, coneguda fins l'estiu de 2024 com LEB Plata, és una competició de bàsquet organitzada per la Federació Espanyola de Bàsquet. És la tercera categoria del bàsquet espanyol, tot just per sota de la Primera FEB, i per sobre de la Tercera FEB.

## Història
La LEB Plata es fundà la temporada 1996-97 sota el nom LEB 2, amb 18 equips. Els equips participants s'enfrontaven tots contra tots, jugant una lliga a doble volta, anomenada "lliga regular", i els primers vuit classificats jugaven els playoffs. El campió i el subcampió de la lliga pujaven de categoria. Els dos pitjors equips classificats en la lliga regular baixaven de categoria.
El 9 de maig de 2007, la FEB va aprovar diversos canvis a la competició, com la creació de l'anomenada LEB Bronze, o el canvi de noms de LEB 2 a l'actual LEB Plata. La temporada 2009/10 la FEB es veu obligada, degut a la retirada d'equips, a eliminar la lliga LEB Bronze i integrar els equips a LEB Plata. Els equips es distribueixen en 2 grups segons criteris geogràfics que juguen una lliga tots contra tots. Els sis primers classificats de cada grup jugaran la promoció d'ascens a LEB Or en una segona lliga tots contra tots. Els dos millors aconseguiran l'ascens a LEB Or. La resta d'equips jugarà la promoció de descens també en format de lliga tots contra tots. Els dos últims classificats baixaran a la lliga EBA.
L'estiu de 2024 es va aprovar un canvi de nomenclatura per a les competicions organitzades per la federació espanyola, passant de LEB Plata a l'actual Segona FEB.